# Testudinaria bonaldoi
Testudinaria bonaldoi is een spinnensoort in de taxonomische indeling van de wielwebspinnen (Araneidae).
Het dier behoort tot het geslacht Testudinaria. De wetenschappelijke naam van de soort werd voor het eerst geldig gepubliceerd in 2005 door Herbert Walter Levi.